# Souligny
Souligny ist eine Gemeinde mit 377 Einwohnern (Stand: 1. Januar 2022) im französischen Département Aube in der Region Grand Est. Die Gemeinde gehört zum Arrondissement Troyes und zum Kanton Les Riceys. Die Einwohner werden Soulignais genannt.

## Geographie
Souligny liegt etwa elf Kilometer südsüdwestlich von Troyes. Umgeben wird Souligny von den Nachbargemeinden Laines-aux-Bois im Norden, Saint-Pouange im Osten, Bouilly im Süden sowie Vauchassis im Westen.
Durch die Gemeinde führt die Route nationale 77.

## Bevölkerungsentwicklung
| Jahr                       | 1962 | 1968 | 1975 | 1982 | 1990 | 1999 | 2006 | 2012 | 2019 |
| Einwohner                  | 264  | 276  | 301  | 351  | 341  | 359  | 400  | 428  | 379  |
| Quellen: Cassini und INSEE |      |      |      |      |      |      |      |      |      |